# Philip Magnus
Pour les articles homonymes, voir Magnus.
Philip Magnus est un historien biographe britannique né le 8 février 1906 à Londres et décédé le 21 décembre 1988 dans la même ville.

## Biographie
Philip Magnus naît à Londres, fils de Laurie Magnus et Dora Marian Spielmann, et descendant du célèbre éducateur et homme politique conservateur, sir Philip Magnus. Il appartient à une famille juive éminente : sa grand-mère paternelle est l'historienne Katie Emmanuel et sa grand-mère maternelle est Emily Sebag-Montefiore.
Il fréquente la Westminster School et le Wadham College à Oxford, succédant au titre de 2e baronnet Magnus en 1933.
Durant la Seconde Guerre mondiale, il s'engage en tant que capitaine dans l'Artillerie royale et le Corps de renseignement, atteignant le grande de major. En 1943, il épouse Jewell Allcroft et, en 1951, ajoute le nom d'Allcroft au sien par déclaration légale.
Plus tard, outre son travail d'écriture, il exerce en tant que juge de paix, conseiller du comté de Shropshire, président du comité de planification et du comité des archives, président des gouverneurs d'Attingham College et gouverneur de Ludlow Grammar School. Entre 1970 et 1977, il est administrateur de la National Portrait Gallery. Il vit au château de Stokesay dans le Shropshire en Angleterre.

## Publications
- 1939 : Edmund Burke: A Prophet of the Eighteenth Century
- 1952 : Sir Walter Raleigh
- 1954 : Gladstone - A Biography
- 1958 : Kitchener - Portrait of an Imperialist
- 1964 : King Edward the Seventh